# Jakob Svensson (nationalekonom)
Jakob Svensson, född 22 augusti 1965 i Ljungarum i Jönköping, är en svensk nationalekonom. 
Svensson blev 1989 filosofie kandidat i nationalekonomi vid Stockholms universitet, tog 1994 licentiatexamen och 1996 doktorsexamen i nationalekonomi där. Han arbetade som ekonomisk forskare vid Världsbanken 1996-2000 och 2003-2005. Från 2000 har han varit verksam vid Institutet för internationell ekonomi (IIES), 2003 blev han docent i nationalekonomi, och sedan 2007 är han professor vid IIES.
Hans forskningsområde är utvecklingsekonomi, och han har bland annat forskat kring korruption och informationsproblem i Afrika, där han särskilt studerat Uganda.
Svensson invaldes 2007 som ledamot av Kungliga Vetenskapsakademien. År 2009 tilldelades han Assar Lindbeck-medaljen. Han var adjungerad ledamot av Kommittén för Sveriges Riksbanks pris i ekonomisk vetenskap till Alfred Nobels minne under 2008, 2014-2015 och är sedan 2016 ordinarie ledamot.